# He's Bonkers
Pour les articles homonymes, voir Bonkers.
He's Bonkers est une série télévisée d'animation américaine de treize courts métrages de neuf à dix minutes, diffusée entre le 19 septembre 1992 et le 18 janvier 1993 sur le réseau CBS dans la série Raw Toonage.
Cette série marque la naissance du personnage de Bonkers D. Bobcat qui a par la suite été développé dans une série d'animation plus longue nommée Bonkers diffusée entre 1993 et 1994. Toutefois les épisodes de la série ont été diffusés à la fin de troisième saison de Bonkers par compilation de quatre épisodes.

## Synopsis
Ces courts métrages mettent en scène le personnage de Bonkers D. Bobcat. 

## Épisodes
1. Titre français inconnu (Goldjitters and the Three Bobcats)
2. Titre français inconnu (Quest for Firewood)
3. Titre français inconnu (Gobble, Gobble Bonkers)
4. Titre français inconnu (Get Me to the Church on Time)
5. Titre français inconnu (If)
6. Titre français inconnu (Petal to the Metal)
7. Titre français inconnu (Dogzapoppin')
8. Titre français inconnu (TrailMix Bonkers)
9. Titre français inconnu (Oh Cartoon, my Cartoon)
10. Titre français inconnu (Get Me a Pizza)
11. Titre français inconnu (Spatula Party)
12. Titre français inconnu (Sheerluck Bonkers)
13. Titre français inconnu (The Rubber Room Song)
14. Titre français inconnu (Ski Patrol)
15. Titre français inconnu (Bonkers in Space)
16. Titre français inconnu (Draining Cats and Dogs)